# أوغست كيكوله
فريديرك أوغست كيكوله فون سترادونيتز أيضاً المعروف باسم أوغست كيكوله (7 سبتمبر1829- 13 يوليو 1896) كان عالماً في كيمياء عضوية من العام1850 حتى تاريخ مماته، كان كيكولة أحد العلماء البارزين في أوروبا في ذلك العصر خصوصاً في حقل الكيمياء النظرية. ويعتبر مؤسس نظرية البنية الكيميائية.

## الاسم
لم يستعمل كيكوله اسمه الأول، بل كان معروفاً عند الجميع باسم أوغست كيكوله. بعد أن أشاد به القيصر عام 1895 تبنى حضرته هذا الاسم «أوغست كيكوله» ،ويظهر التاريخ أن اللهجة الفرنسية غيرت قليلاً من نهاية الاسم وذلك في فترة احتلال نابليون لمدينة هيس ليتمكن القارئ الفرنسي من لفظ المقطع الثالث من الاسم.

## مراحل النشأة
ولد كيكوله في مدينة دارمشتات، وكان أبوه موظفاً حكوميا. بعد تخرجه من المدرسة الثانوية عام 1847 التحق بجامعة جيسين بهدف دراسة الهندسة المعمارية. وبعد حضوره لمحاضرة الكيميائي الألماني جوستوس فون ليبج قرر دراسة الكيمياء. بعد تخرجه من جامعة جيسين التحق ببرنامج مابعد الدكتوراه في باريس (18251-52)، وسويسرا (1852-53) ولاحقاً في لندن (1853-55) حيث تأثر هناك بألكسندر ويليامسون.

## نظريةالبنية الكيميائية
عام 1856 أصبح أوغست كيكوله محاضر خاصاً في جامعة هايدلبرغ، ثم أستاذاً كاملاً برتبة (بروفيسور) في جامعة غِنت عام 1858. تم استدعاءه لاحقاً إلى جامعة بون حيث أمضى بقية حياته المهنية هناك. بنى كيكوله أفكاره على أعمال من سبقه كويليامسون ، إدوارد فرانكلاند، ويليام أودلينغ، أوغست لاورنت، شارلز أدولف وارتز وآخرون ، اعتُبر كيكوله أول من قام بصياغة نظرية البنية الكيميائية (1857- 58).
تعتمد هذه النظرية على خاصية التكافؤ الذري ، خصوصاً التكافؤ الرباعي لذرة الكربون (والتي أعلن عنها لاحقاً كيكوله نفسه في مايو عام 1857) ،وذلك لتحديد ترتيب روابط المركب الواحد. في تموز عام 1858 توصّل أرشيبالد سكوت كوبر بشكل مستقل لفكرة الارتباط الذاتي لذرات الكربون ،حيث ظهر موضوع بحثه في ذلك العام مقدّمة فكرة أولية لأول صيغة جزيئية حيث ترمز الخطوط للروابط الذرية.

## اقرأ أيضاً
- فيلهلم كورنر

## روابط خارجية
- أوغست كيكوله على موقع الموسوعة البريطانية (الإنجليزية)
- أوغست كيكوله على موقع إن إن دي بي (الإنجليزية)